# Donato Gama da Silva
Donato Gama da Silva, conosciuto come Donato (Rio de Janeiro, 30 dicembre 1962), è un ex calciatore brasiliano naturalizzato spagnolo, di ruolo difensore o centrocampista.

## Carriera

### Club
È ricordato soprattutto per la sua longevità, avendo giocato fino ai 41 anni di età ottenendo alcuni record, quali il record del più vecchio realizzatore della Primera División avendo segnato nel 2002 una rete a 40 anni, e il record del giocatore non nato in Spagna col maggior numero di presenze nella Primera División (466 in 15 stagioni, poi battuto successivamente).
Cresciuto nel Vasco da Gama, passa nel 1988 all'Atlético Madrid, dove in cinque stagioni vince due Coppe del Re. Con il Deportivo La Coruña vince una Primera División nella stagione 1999-2000, una Coppa del Re e tre Supercoppe di Spagna.

### Nazionale
Ha ottenuto la convocazione da parte della nazionale spagnola per gli Europei del 1996.

## Statistiche

### Cronologia presenze e reti in nazionale
| Cronologia completa delle presenze e delle reti in nazionale ― Spagna | Cronologia completa delle presenze e delle reti in nazionale ― Spagna | Cronologia completa delle presenze e delle reti in nazionale ― Spagna | Cronologia completa delle presenze e delle reti in nazionale ― Spagna | Cronologia completa delle presenze e delle reti in nazionale ― Spagna | Cronologia completa delle presenze e delle reti in nazionale ― Spagna | Cronologia completa delle presenze e delle reti in nazionale ― Spagna | Cronologia completa delle presenze e delle reti in nazionale ― Spagna |
| Data                                                                  | Città                                                                 | In casa                                                               | Risultato                                                             | Ospiti                                                                | Competizione                                                          | Reti                                                                  | Note                                                                  |
| --------------------------------------------------------------------- | --------------------------------------------------------------------- | --------------------------------------------------------------------- | --------------------------------------------------------------------- | --------------------------------------------------------------------- | --------------------------------------------------------------------- | --------------------------------------------------------------------- | --------------------------------------------------------------------- |
| 16-11-1994                                                            | Siviglia                                                              | Spagna                                                                | 3 – 0                                                                 | Danimarca                                                             | Qual. Euro 1996                                                       | 1                                                                     |                                                                       |
| 17-12-1994                                                            | Bruxelles                                                             | Belgio                                                                | 1 – 4                                                                 | Spagna                                                                | Qual. Euro 1996                                                       | 1                                                                     |                                                                       |
| 18-1-1995                                                             | La Coruña                                                             | Spagna                                                                | 2 – 2                                                                 | Uruguay                                                               | Amichevole                                                            | 1                                                                     |                                                                       |
| 22-2-1995                                                             | Jerez de la Frontera                                                  | Spagna                                                                | 0 – 0                                                                 | Germania                                                              | Amichevole                                                            | -                                                                     |                                                                       |
| 29-3-1995                                                             | Siviglia                                                              | Spagna                                                                | 1 – 1                                                                 | Belgio                                                                | Qual. Euro 1996                                                       | -                                                                     |                                                                       |
| 26-4-1995                                                             | Erevan                                                                | Armenia                                                               | 0 – 2                                                                 | Spagna                                                                | Qual. Euro 1996                                                       | -                                                                     | 68’                                                                   |
| 20-9-1995                                                             | Madrid                                                                | Spagna                                                                | 2 – 1                                                                 | Argentina                                                             | Amichevole                                                            | -                                                                     | 76’                                                                   |
| 11-10-1995                                                            | Copenaghen                                                            | Danimarca                                                             | 1 – 1                                                                 | Spagna                                                                | Qual. Euro 1996                                                       | -                                                                     | 63’                                                                   |
| 15-11-1995                                                            | Siviglia                                                              | Spagna                                                                | 3 – 0                                                                 | Macedonia                                                             | Qual. Euro 1996                                                       | -                                                                     |                                                                       |
| 7-2-1996                                                              | Las Palmas de Gran Canaria                                            | Spagna                                                                | 1 – 0                                                                 | Norvegia                                                              | Amichevole                                                            | -                                                                     |                                                                       |
| 24-4-1996                                                             | Oslo                                                                  | Norvegia                                                              | 0 – 0                                                                 | Spagna                                                                | Amichevole                                                            | -                                                                     | 53’                                                                   |
| 9-6-1996                                                              | Leeds                                                                 | Bulgaria                                                              | 1 – 1                                                                 | Spagna                                                                | Euro 1996 - 1º turno                                                  | -                                                                     | 82’                                                                   |
| Totale                                                                |                                                                       | Presenze                                                              | 12                                                                    |                                                                       | Reti                                                                  | 3                                                                     |                                                                       |

## Palmarès

### Club
- Taça Guanabara: 2

Vasco da Gama: 1986, 1987
- Campionato Carioca: 2

Vasco da Gama: 1987, 1988
- Taça Rio: 1

Vasco da Gama: 1988
- Coppa di Spagna: 4

Atlético Madrid: 1990-1991, 1991-1992
Deportivo La Coruña: 1994-1995, 2001-2002
- Supercoppa di Spagna: 3

Deportivo La Coruña: 1995, 2000, 2002
- Campionato spagnolo: 1

Deportivo La Coruña: 1999-2000